# Mitsubishi Fuso Truck and Bus Corporation
Mitsubishi Fuso Truck and Bus Corporation (三菱ふそうトラック・バス株式会社) är en japanbaserad lastbils och busstillverkare som ägs av Daimler AG (85%) och Mitsubishi group companies (15%).

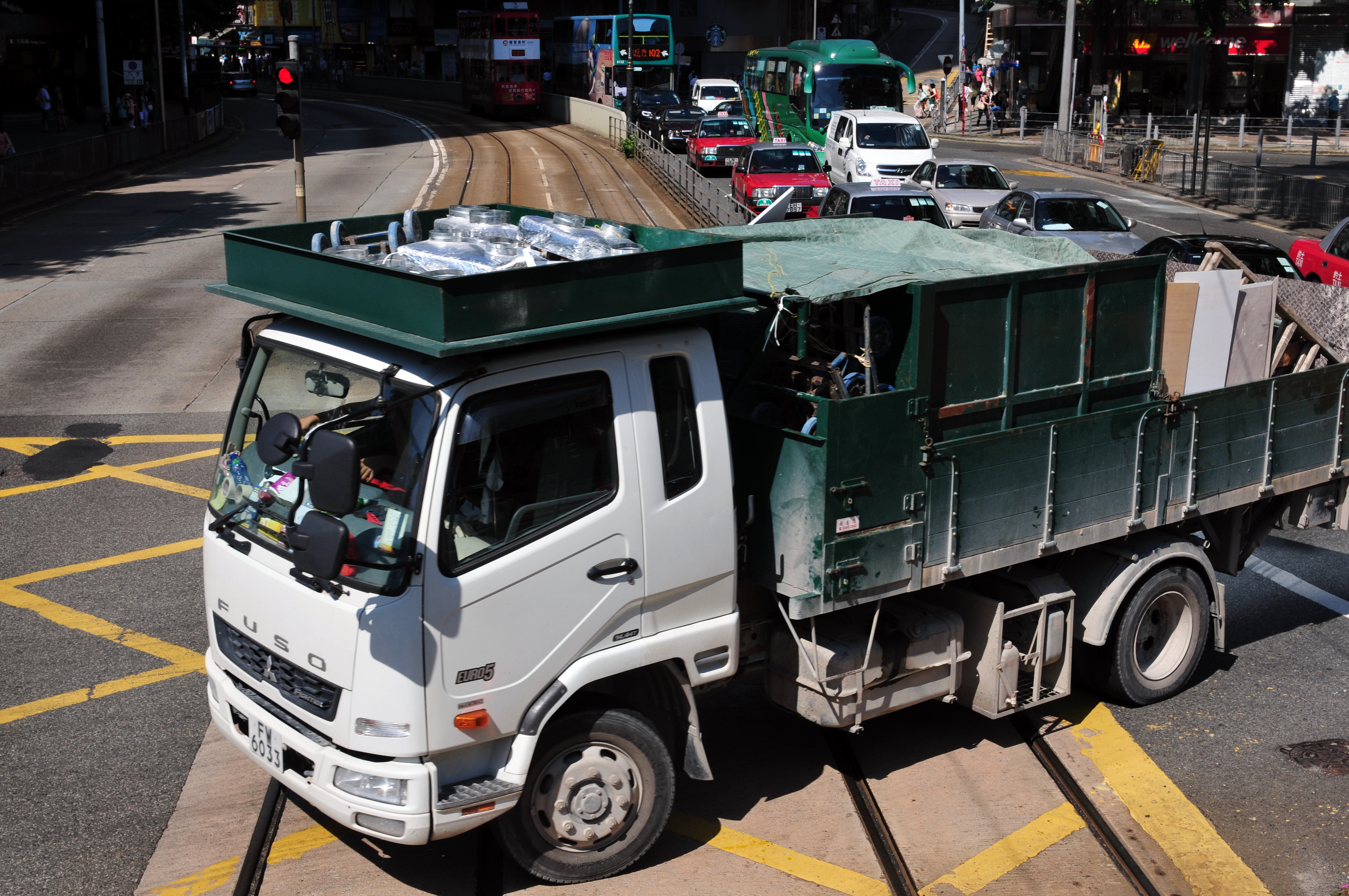
Fuso 2013 en Hongkong

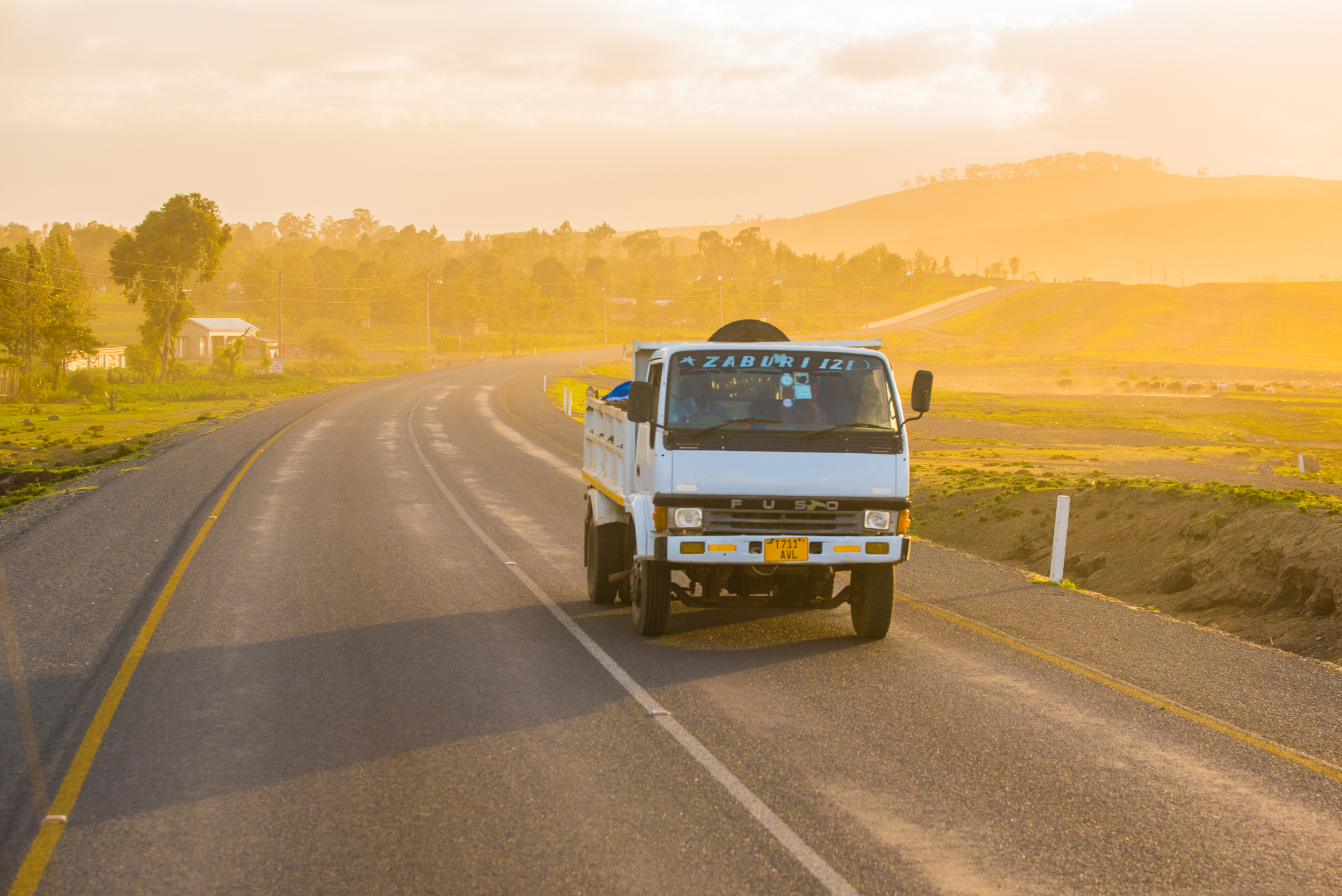
Fuso lastbil en Tanzania

## Modellprogram
- Mitsubishi Fuso Canter
- Mitsubishi Fuso Fighter
- Mitsubishi Fuso Super Great
- Mitsubishi Fuso Rosa
- Mitsubishi Fuso Aero Midi
- Mitsubishi Fuso Aero Star
- Mitsubishi Fuso Aero Queen
- Mitsubishi Fuso Aero Bus
- Mitsubishi Fuso Aero Ace